# Miriam Vece
Miriam Vece (Crema, 16 de março de 1997) é uma desportista italiana que compete no ciclismo nas modalidades de pista e rota.
Ganhou uma medalha de bronze no Campeonato Mundial de Ciclismo em Pista de 2020, na prova de 500 m contrarrelógio. Nos Jogos Europeus de 2019 obteve uma medalha de bronze na prova de 500 m contrarrelógio.

## Medalheiro internacional
| Campeonato Mundial | Campeonato Mundial    | Campeonato Mundial | Campeonato Mundial   |
| Ano                | Lugar                 | Medalha            | Competição           |
| ------------------ | --------------------- | ------------------ | -------------------- |
| 2020               | Berlim ( Alemanha)    | Medalha de bronze  | 500 m contrarrelógio |
| Jogos Europeus     |                       |                    |                      |
| Ano                | Lugar                 | Medalha            | Competição           |
| 2019               | Minsk ( Bielorrússia) | Medalha de bronze  | 500 m contrarrelógio |